# Nati López de Munain Alzola
Natividad López de Munain Alzola (Hijona, Álava, 1 de septiembre de 1960) es una política española, primera mujer alcaldesa del municipio de Elburgo.

## Biografía
Nati nació en 1960 en el concejo de Hijona (municipio de Elburgo, Álava). Se licenció en Psicología en la Universidad del País Vasco. Está casada y tiene 2 hijos.

### Trayectoria profesional
Trabaja como psicóloga en el Servicio de Infancia del Ayuntamiento de Vitoria en el ámbito de la Infancia de especial protección.

### Trayectoria política
Desde muy joven, ha colaborado en grupos y asociaciones de ámbito cultural y solidario. Su inquietud por la política y por trabajar por su pueblo le llevó a participar en la vida política. De 1999 a 2003 fue concejala por el Partido Nacionalista Vasco en el ayuntamiento de Elburgo. En 2003 fue elegida alcaldesa de Elburgo con mayoría absoluta, siendo la primera mujer en ocupar ese cargo. Lleva 5 legislaturas: 2003-2007; 2007-2011; 2011-2015; 2015-2019; 2019-2023.
Es vocal en la Comisión Ejecutiva de EUDEL, Asociación de Municipios Vascos (2016-2019) y participa en la Virginia Woolf Basqueskola para las alcaldesas y concejalas vascas.
Tras las elecciones forales de 2019, deja su cargo de alcaldesa de Elburgo para ser directora foral de Medio Ambiente en la Diputación Foral de Álava.